# 融安南朝古墓群
融安南朝古墓群，位于中国广西壮族自治区融安县大巷乡安宁村、木樟村，浮石镇泉头村，大乐乡红卫村、东圩村等，为一个省级文物保护单位，类型为古墓葬，为第六批广西壮族自治区文物保护单位，公布时间为2009年5月4日。
融安南朝古墓群的历史年代为南朝。